# Ружа (приток Кузомы)
Ружа — река в России, протекает в Павловском районе Нижегородской области. Устье реки находится в 2,9 км по левому берегу реки Кузомы. Длина реки составляет 15 км, площадь водосборного бассейна 43,8 км².
Исток реки в деревне Чирьево в 10 км к юго-западу от города Павлово. Река течёт на северо-восток, протекает деревню Горбаново и впадает в Кузому в деревне Юрьевец.

## Данные водного реестра
По данным государственного водного реестра России относится к Окскому бассейновому округу, водохозяйственный участок реки — Ока от города Муром до города Горбатов, без рек Клязьма и Тёша, речной подбассейн реки — бассейны притоков Оки от Мокши до впадения в Волгу. Речной бассейн реки — Ока.
По данным геоинформационной системы водохозяйственного районирования территории РФ, подготовленной Федеральным агентством водных ресурсов:
- Код водного объекта в государственном водном реестре — 09010301212110000031100
- Код по гидрологической изученности (ГИ) — 110003110
- Код бассейна — 09.01.03.012
- Номер тома по ГИ — 10
- Выпуск по ГИ — 0